# Programme interdisciplinaire de recherches sur l'environnement
Le Programme Interdisciplinaire de Recherches sur l'Environnement (PIREN) est un programme de recherche français sur les problèmes d'environnement et d'écologie, lancé par le CNRS et associant diverses institutions et disciplines.
Niveau national, créé en 1990.

## Le PIREN-Seine

Logo du PIREN-Seine depuis 2017

Le PIREN-Seine est un groupement de recherche dont l'objectif est de développer, à partir de mesures de terrain et de modélisations, une vision d'ensemble du fonctionnement du système formé par le réseau hydrographique de la Seine, son bassin versant et la société humaine qui l'investit.
Le bassin de la Seine, 12 % du territoire national, supporte le quart de la population de la France, un tiers de sa production agricole et industrielle, et plus de la moitié de son trafic fluvial. 
Le fonctionnement écologique de l'ensemble du système fluvial et sa modélisation, depuis les bactéries jusqu'aux poissons, sont basés sur l'étude fine des processus physiques, chimiques et biologiques des milieux. Les modèles développés par le PIREN-Seine simulent les variations écologiques et biochimiques de l'hydrosystème, depuis les ruisseaux jusqu'à l'entrée de l'estuaire.
Le PIREN-Seine fait partie du réseau des Zones Ateliers mises en place par le CNRS. Il rassemble des équipes du CNRS, de Mines ParisTech, de l'INRAE et de diverses Universités et Grandes Écoles. 
Les travaux sont menés avec le concours de la plupart des acteurs publics ou privés de la gestion de l'eau dans le bassin Seine-Normandie (AESN, SIAAP, Métropole du Grand Paris, EPTB Seine Grands Lacs, DRIEE, SEDIF, VNF, Eau de Paris, Ville de Paris, Suez, Veolia, Climespace, SDDEA ).